# Пуляна
Пуляна (на гръцки: Πουλιάνα) е традиционна махала на македонския град Негуш (Науса), Егейска Македония, Гърция.
Махалата Пуляна е разположена в стария град на Негуш, в централната му част. На изток стига до църквата „Преображение Господне“. На запад до улица „Епаминондас Гарнетас“. На юг завършва в крайбрежната на река Арапица, като отсреща е другата традиционна махала Батаните.
В Пуляна е съсредоточена част от богатото архитектурно и художествено наследство на града, като в нея са разположени големи, традиционни къщи от XVIII и XIX век, забележителни с красивата си архитектура, със своите воденици и павирани улици без тротоари. В 2002 година цялата махала е обявена за защитен паметник на културата.
Сред забележителностите в махалата са църквата „Преображение Господне“, Влашкият етнографски музей, Костакиевата къща, Мунгревата къща, Матеевата къща и други.